# Synagogenbaukasse
Als Synagogenbaukasse wird eine Organisationsform bezeichnet, die im 19./20. Jahrhundert beim geplanten Neubau einer Synagoge in Deutschland durch eine jüdische Gemeinde häufig geschaffen wurde, um die Finanzierung des Baus sicherzustellen.

## Beispiel: Synagoge in Kippenheim

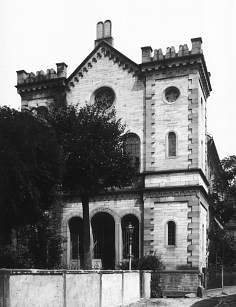
Synagoge in Kippenheim, um 1895

Am Beispiel der Synagoge in Kippenheim lässt sich die Funktionsweise einer Synagogenbaukasse aufzeigen. Von der jüdischen Gemeindeversammlung in Kippenheim wurden im Oktober 1842 die Statuten verabschiedet. Der Synagogenrat beantragte darauf am 17. August 1843 beim Bezirksamt Ettenheim die Genehmigung der Synagogenbaukasse, die am 31. August 1843 erfolgte. 
Die Statuten legten die Finanzierungsmodalitäten des Synagogenbaus fest. Dazu gehörte:
- eine Umlage für jedes Familienoberhaupt,
- der Verkaufserlös für die alte Synagoge,
- der Verkaufserlös für die auf dem Synagogenbauplatz stehende Scheune und
- die Versteigerung der Synagogenplätze (eine gedruckte Kaufurkunde wurde dem Käufer ausgehändigt).

Geldsammlungen bei den benachbarten jüdischen Gemeinden wurden nicht durchgeführt, da die Jüdische Gemeinde Kippenheim zu den wohlhabenderen im Bezirk gehörte. Der Bau der Synagoge in Kippenheim erfolgte schließlich nach Verzögerungen von 1850 bis 1852, am 23./24. Januar 1852 fand die feierliche Einweihung statt.

## Synagogenbaukassen wurden für den Bau folgender Synagogen errichtet (unvollständig)
- Synagoge Altdorf (Ettenheim)
- Alte Synagoge (Freiburg im Breisgau)
- Hauptsynagoge (Fürth)
- Synagoge (Gleicherwiesen)
- Synagoge (Kitzingen)
- Synagoge (Neckarbischofsheim)